# Isak af Darelli
Isak af Darelli, född 19 april 1756, död 16 december 1834, var en svensk dramatisk författare. Han var son till Johan af Darelli.
Efter avslutade studier i Uppsala slog han sig ned på det av fadern instiftade fideikommisset Vängsjöberg i Roslagen, där han gjorde sig känd som en driftig lanthushållare, men än mer för sitt dramatiska författarskap. Hans 1822-1828 utgivna samling av teaterstycken innehåller Nils Sture eller Sturarnas död, Carl Ulfsson, samt Drottning Öda eller Auda, den grundrika, som 1792 på kungens befallning hade uppförts på Kungliga Operan. Darelli har även skrivit en del andra alster. Han har på sina skådespel tillämpat de konstteorier som han framställde i sin estetiska avhandling Tankar öfver tragedien.

## Skrifter (urval)
- Fogde-reglor och ladugårds-ordning wid Wängsjöberg i norra Upland. Eller Handledning, til underwisning för gårdsfogdar eller rättare, ladugårdspigor och oxdrängar ... (Stockholm, 1799)
- Försök till svar på Kungl. patriotiska sällskapets utsatta fråga: Hvilka äro de af svenska författningar hwaraf landkulturen dragit mästa nytta ...? (Stockholm, 1815)
- Theaterstycken (Stockholm, 1822, 1828)

## Översättning
- Voltaire: Alzir, eller Amerikanerne (Stockholm, 1778)